# William Rogers
William Rogers   (Ventura, 6 de febrer de 1902 - 13 de novembre de 1987) va ser un jugador de rugbi a 15 estatunidenc que va competir durant la dècada de 1920.
El 1924 va ser seleccionat per jugar amb la selecció dels Estats Units de rugbi a 15 que va prendre part en els Jocs Olímpics de París, on guanyà la medalla d'or.
Estudià a la Universitat Stanford, on es llicencià el 1923. A la Universitat també jugà a bàsquet. El 1966 fou escollit membre del patronat de la universitat.